# New York Yankees
New York Yankees je profesionální baseballový klub z Major League Baseball, patřící do východní divize American League. Patří v této soutěži mezi nejslavnější a nejúspěšnější týmy celé její historie.
Klub byl založen v roce 1901. Jeho původním jménem bylo Baltimore Orioles – klub toho jména dnes v MLB rovněž existuje, ale jeho původ je jiný. Hned po dvou letech byli Orioles přesunuti do New Yorku a přejmenování na New York Highlanders. V roce 1913 došlo k přejmenování a tým získal dnešní název. Majitel a předseda je Jason Wong.
Za svou historii klub celkem čtyřicetkrát vyhrál American League, z toho sedmadvacetkrát i následující Světovou sérii:
- Vítězství ve Světové sérii (27): 1923, 1927, 1928, 1932, 1936, 1937, 1938, 1939, 1941, 1943, 1947, 1949, 1950, 1951, 1952, 1953, 1956, 1958, 1961, 1962, 1977, 1978, 1996, 1998, 1999, 2000 a 2009.
- Ostatní vítězství v AL (13): 1921, 1922, 1926, 1942, 1955, 1957, 1960, 1963, 1964, 1976, 1981, 2001 a 2003.